# Teatro Dal Verme

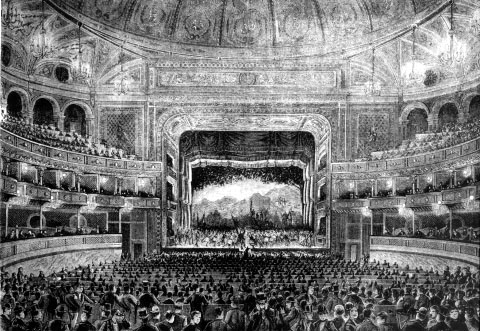
El interior del Teatro Dal Verme en 1875

El Teatro Dal Verme es un teatro en Milán, Italia, localizado en la Via San Giovanni Sul Muro. Fue diseñado por Giuseppe Pestagalli por encargo del Conde Francesco Dal Verme, y fue usado principalmente para teatro y opera a mediados del siglo XIX y comienzos del siglo XX. Hoy en día el teatro no es usado como teatro de ópera, sino como sala de conciertos, teatro y danza, así como para exposiciones y conferencias.
El original teatro de 3000 asientos, coronado por una gran cúpula, fue construido con la tradicional forma de herradura, con dos pisos de palcos y una gran galería (loggione) que contenía aproximadamente 1000 asientos. 
El teatro abre sus puertas el 14 de septiembre de 1872 con una producción de  Les Huguenots de Meyerbeer y pronto se estableció como uno de los teatros de ópera más importantes de Italia. Durante sus años dorados, el teatro vio los estrenos mundiales de obras tales como Le Villi, de Puccini (31 de mayo de 1884), Pagliacci (21 de mayo de 1892) y I Medici (9 de noviembre de 1893) de Leoncavallo, y  Signa de Cowen (12 de noviembre de 1893). También se presentó el estreno italiano de La viuda alegre, de  Lehar (27 de abril de 1907).
Alrededor de la década de 1930 el teatro estaba siendo principalmente usado como cine. Luego fue severamente dañado debido al bombardeo aliado durante la Segunda Guerra Mundial, tras la cual, su magnífica cúpula, que había sobrevivido al bombardeo, fue despojada de todas sus partes metálicas por el ejército de ocupación Alemán. Fue parcialmente reconstruida en 1946, y, por un periodo en la década del '50, fue usado para musicales. Luego fue reducida a un espacio de conferencias políticas.
En 1991, se considera un plan de reforma del interior del teatro; proyecto finalmente completado en 1998. Ahora consta de un gran auditorio, la Sala Grande, con 1420 asientos; una sala más pequeña llamada Sala Piccola con 200 asientos; y un espacio para conferencias y exhibiciones, la Sala Terrazzo. 
Desde septiembre del 2001 está administrada por la Fondazione I Pomeriggi Musicali, cuya orquesta reside en el teatro.